# Råg

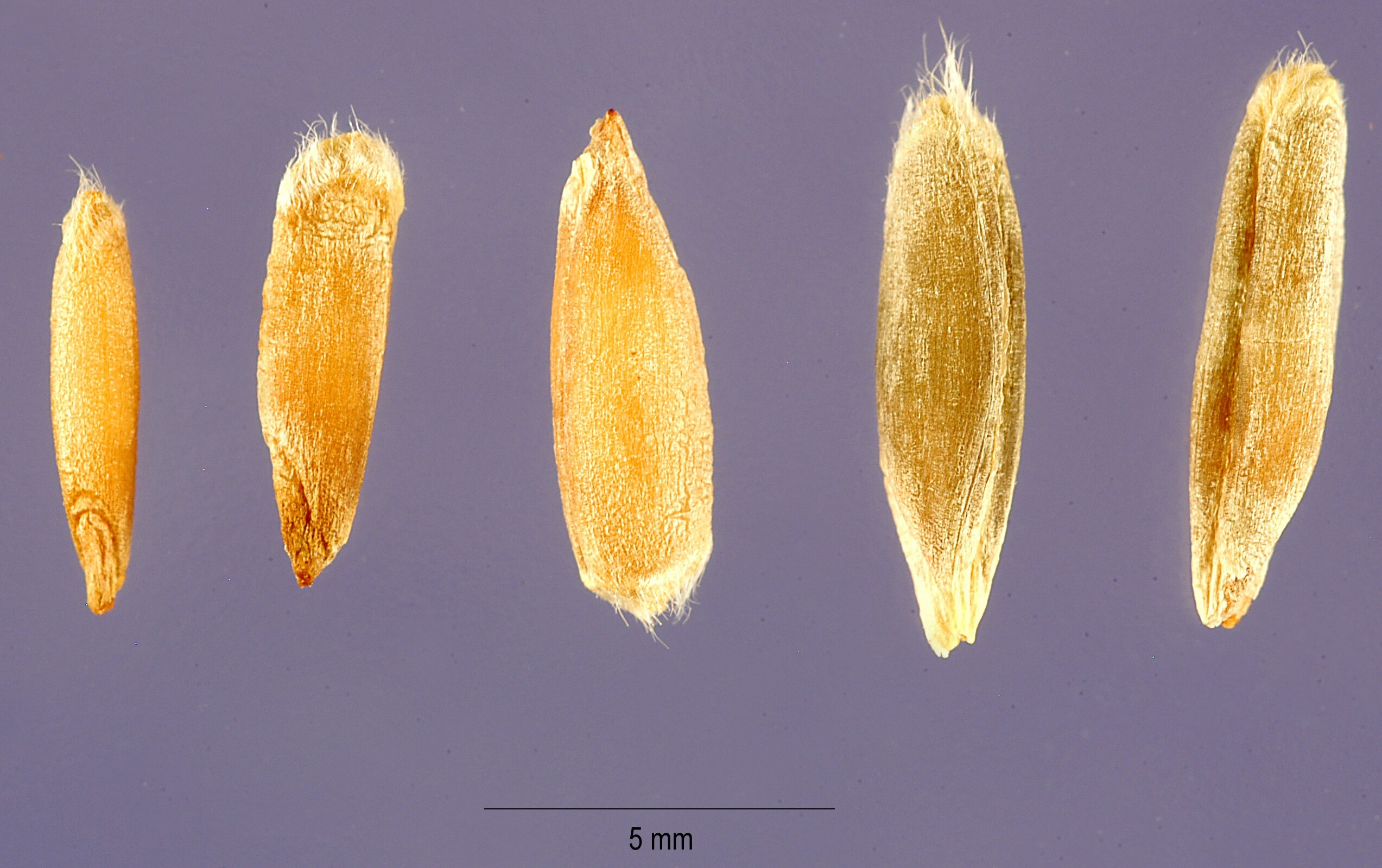
Rågkorn

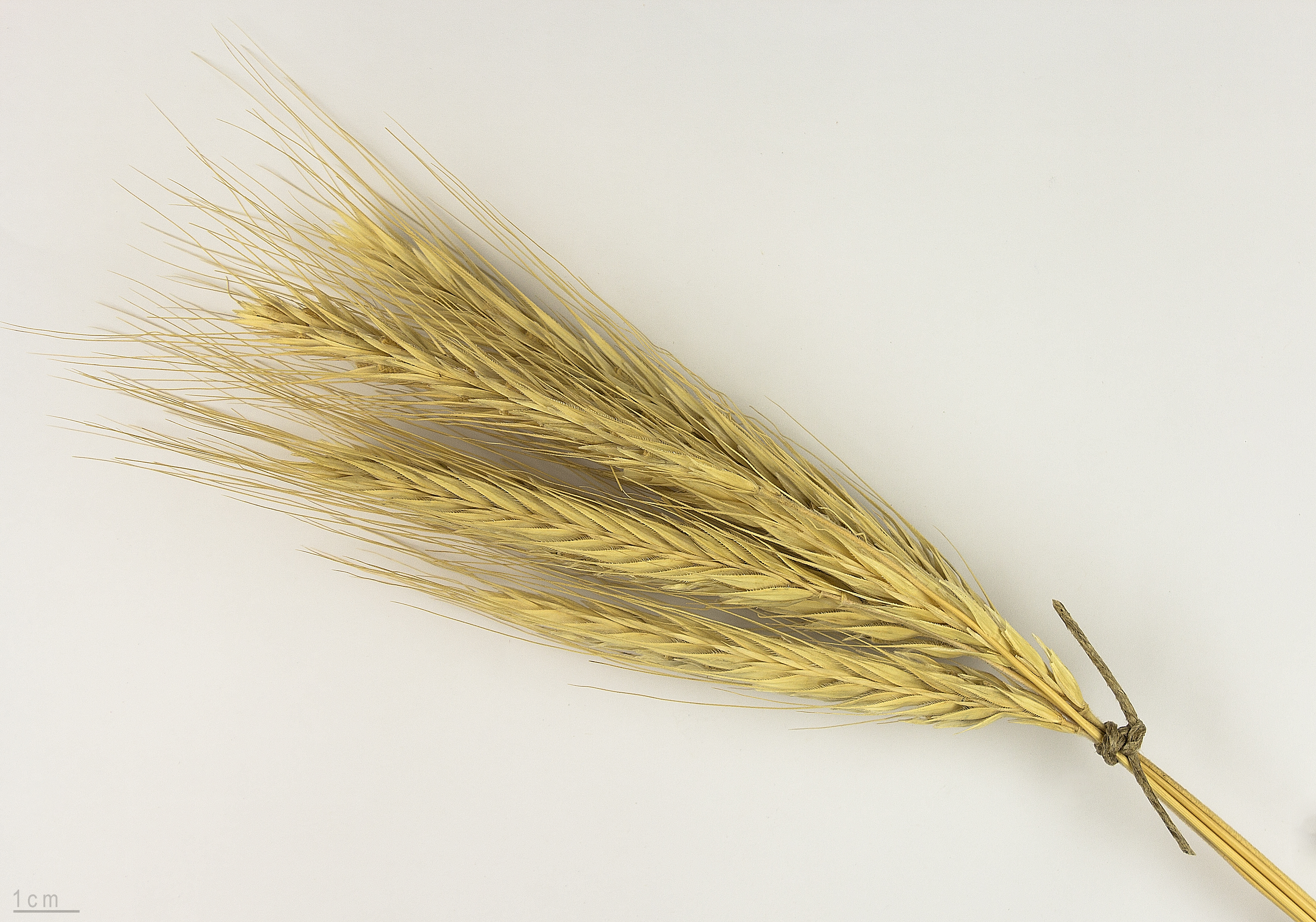
Secale cereale

Råg (Secale cereale) är ett sädesslag som räknas som ett av de fyra sädesslagen. Det är en art i familjen gräs i tribusen Triticeae, och är nära besläktad med korn och vete. Rågkorn används till mjöl, rågbröd, rågöl, rågwhiskey, några olika sorters vodka och till djurfoder. Kornen kan även ätas hela, antingen kokade, eller valsade, likt havregryn.
Råg är en ett- eller tvåårig växt som blir drygt en till en och en halv meter hög. Dess korn sitter i ett tvåsidigt ax och varje korn omsluts av ett skal som bär på sträva borst som alla är ungefär lika långa (jämför med kornets borst).

## Odling
Råg kan sås både på lerjord och sandjord och är mycket tålig när det gäller torka och låga pH-värden. Konkurrensförmågan mot ogräs är mycket hög. Sådjupet ska vara ungefär 3 cm. I Sverige ger rågsorten Danko ca 5500, Motto ca 6000 och Amando ca 7000 kg/ha.
Rågsorter framtagna i Sverige

Stjärnråg år 1913, Stormråg år 1920, Stålråg år 1921, Kungsråg år 1933, Kungs II år 1939, 
Otello år 1970, Kampanj år 1996.
Vinterhärdiga rågsorter

För södra Norrland som tagits fram i Sverige: Wasaråg år 1918, Malmråg år 1926, Wasa II år 1929, Björnråg år 1940.

## Historik
Råg är en av ett antal arter som växer vilda i centrala och östra Turkiet och intilliggande områden. Domesticerad råg förekommer i små mängder på några neolitiska platser i Turkiet, men är annars praktiskt taget frånvarande från arkeologiska utgrävningar fram till bronsåldern i centrala Europa, runt 1800–1500 f.Kr. Det är möjligt att råg kom till Europa österifrån från Turkiet som en mindre tillsats i vete, och var bara senare odlad enskild. Även om arkeologiska bevis har funnits för rågen i Romarriket längs Rhen, Donau och på brittiska öarna avfärdade Plinius den äldre rågen som en "väldigt fattig mat, och tjänar bara att avvärja svält." Sedan medeltiden har råg odlats utbrett i centrala och östra Europa, och är det huvudsakliga brödsädesslaget i många områden öster om den Fransk-tyska gränsen och norr om Ungern.
Teorier om mycket tidigare odling, i den mesolitiska platsen Tell Abu Hureyra i Eufrats dal i norra Syrien, är kontroversiella. Kritiker pekar på inkonsekvenser i kol-14-metoden.
I Norden har man påträffat enstaka rågkorn under neolitikum och bronsålder. Då det handlar om enstaka korn bland annan säd är det troligt att det handlat om att råg förekommit som ogräs i åkrar där man odlat annan brödsäd. Först under järnåldern börjar man systematiskt odla råg, på Vallhagar har påträffats så stora mängder att det kan antas ha odlats systematiskt från järnålderns mitt. I Skåne började man odla råg från 700-talet e.Kr. I inventarieförteckningar från 1300-talet i Östergötland och Småland utgjorde rågen mellan en tiondel och en tredjedel av säden. I Södermanland utgjorde rågen på 1300-talet en tredjedel av utsädet. Vid samma tid verkar knektarnas bröd vid Nyköpingshus bytts ut från kornbröd till rågbröd. I Vadstena klosterstadga från 1451 framhävs vikten av att öka rågodlingen. Fram till 1300-talet förefaller rågens utbredning främst ha ökat genom en ökad odling av höstråg på svedjemarker. Från 1300-talet verkar ökningen vara orsakad av odling av höstråg på den permanenta åkern.
Under historiens gång har det förekommit svampinfektioner av råg, så kallad mjöldryga. Infekterad råg ledde till att mjölet blev förgiftat, vilket kunde orsaka hallucinationer, kramper, kallbrand och död. I Frankrike har det förekommit epidemier där tiotusentals människor dött i mjöldrygaförgiftningar.

## Agronomi

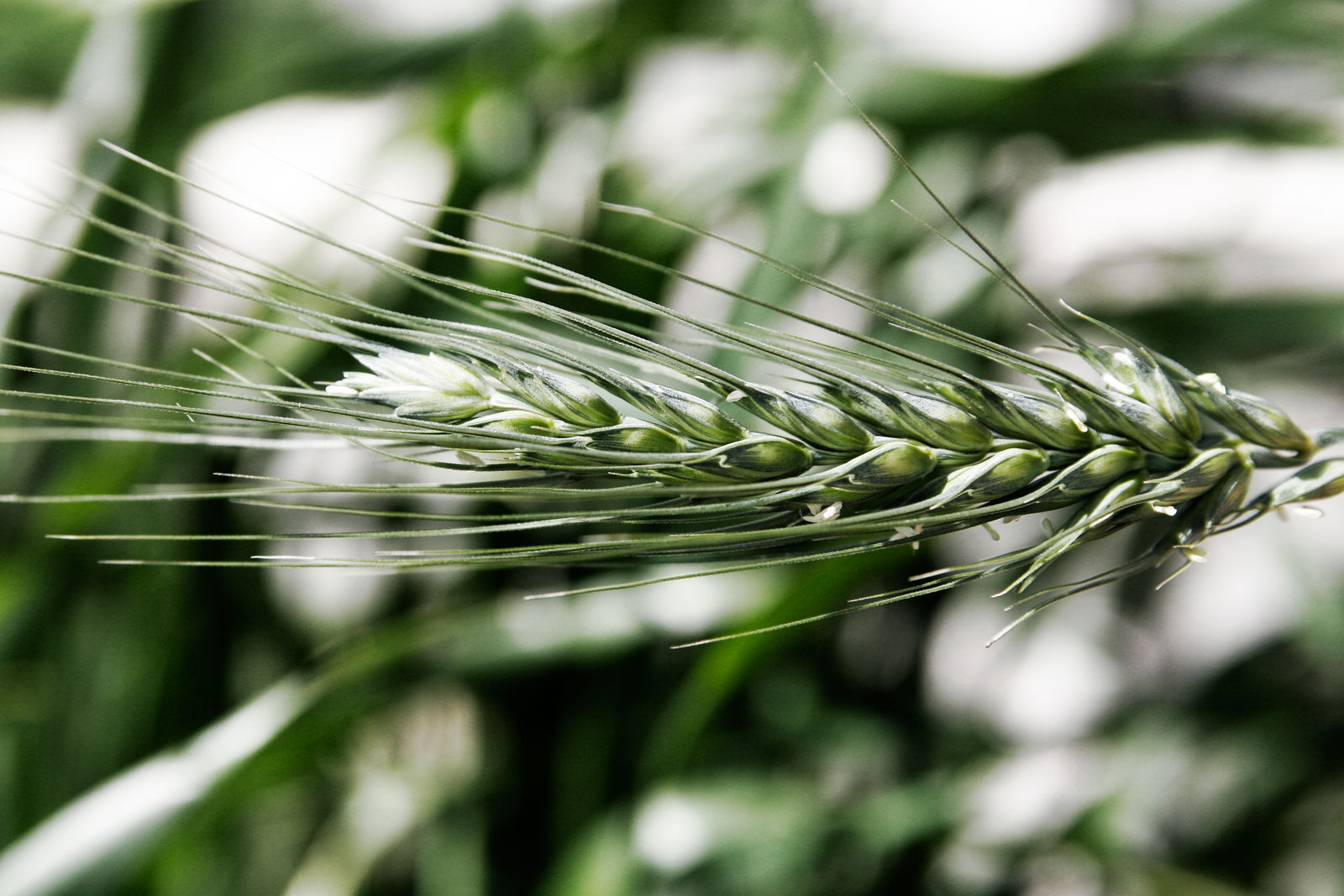
Vild råg.

Höstråg är råg som sås på hösten för att erbjuda grundskydd för vintern. Rågen växer faktiskt varje varmare dag på vintern, när solstrålar temporärt tar plantan över fryspunkten, även om det fortfarande finns ett snötäcke. Det kan användas för att minska tillväxten av vinterhärdiga ogräs, och kan antingen skördas som en bonusgröda eller plöjas ner direkt i marken på våren för att erbjuda mer organisk massa för påföljande sommars grödor. Det används ibland i vinterträdgårdar.
Träfärgat jordfly, sädesängsfly och sädesbroddsfly är några av de arter i Lepidoptera vars larver livnär sig på råg.

## Användning
Råg odlas främst som brödsäd för framställning av rågmjöl (som i sin tur bakas till rågbröd), rågflingor och rågkross. Det används också till att framställa rågöl och rågwhiskey. Rågbröd, däribland pumpernickel, är vanligt förekommande i norra och östra Europa. Råg används också till att baka knäckebröd. Rågmjöl har ett lägre gluteninnehåll än vetemjöl, och innehåller en högre mängd kostfiber. Några andra användningsområden är alternativmedicin i flytande form, känt som rågextrakt. Ofta marknadsfört som "oralmat", är rågextrakt en vätska som tas från råg och liknar vätskan som tas från vetegräs. Dess fördelar sägs vara ett starkare immunförsvar, ökad energi och allergimotstånd, men det finns inga bevis för det. Råg verkar också kunna förebygga prostatacancer.
Fram till slutet av 1920-talet var rågen vårt viktigaste brödsädesslag. Den totala rågskörden i Sverige har varierat mellan drygt 670 000 ton år 1921 och 73 000 ton år 1963. På Jordbruksverkets webbplats publiceras årligen statistik om hektar- och totalskördar av råg i det Statistiska meddelandet JO 16 SM Skörd av spannmål, trindsäd, oljeväxter, potatis och slåttervall.
Den areal som odlats med råg i Sverige har minskat betydligt under 1900-talet. Från 1919 till 1999 minskade rågarealen från drygt 372 000 till cirka 25 000 hektar. På Jordbruksverkets webbplats publiceras årligen statistik om arealen som odlas med råg i det Statistiska meddelandet JO 10 SM Jordbruksmarkens användning. I Eurostats databas publiceras statistik om rågskörd och rågareal i Europa under kategorin Agriculture och underkategorin Regional Agriculture Statistics. I FAO:s databas publiceras statistik om rågskörd och rågareal i världen under kategorin Production och underkategorin Crops.

## Mimikry
Flera nutida sädesslag har utvecklat skyddande likhet med vete, för att inte rensas bort som ogräs. Det är en form av mimikry som kallas Vavilovs mimikry. Bland sädesslagen har råg och även havre utvecklats genom Vavilovs mimikry. Råg har utvecklats från gräset vildråg, Secale montanum. Eftersom råg är en härdigare växt än vete har den sedan den skyddande likheten utvecklats till fullo blivit ett bra spannmål att odla där vete inte ger skörd, till exempel i bergsterräng.

## Officiell statistik om råg
| Topp tio rågproducenter — 2005 (miljoner ton) | Topp tio rågproducenter — 2005 (miljoner ton) |
| --------------------------------------------- | --------------------------------------------- |
| Ryssland                                      | 3,6                                           |
| Polen                                         | 3,4                                           |
| Tyskland                                      | 2,8                                           |
| Belarus                                       | 1,2                                           |
| Ukraina                                       | 1,1                                           |
| Kina                                          | 0,6                                           |
| Kanada                                        | 0,4                                           |
| Turkiet                                       | 0,3                                           |
| USA                                           | 0,2                                           |
| Österrike                                     | 0,2                                           |
| Totalt i världen                              | 13,3                                          |
| Källa: FAO                                    |                                               |